# Urbanisation

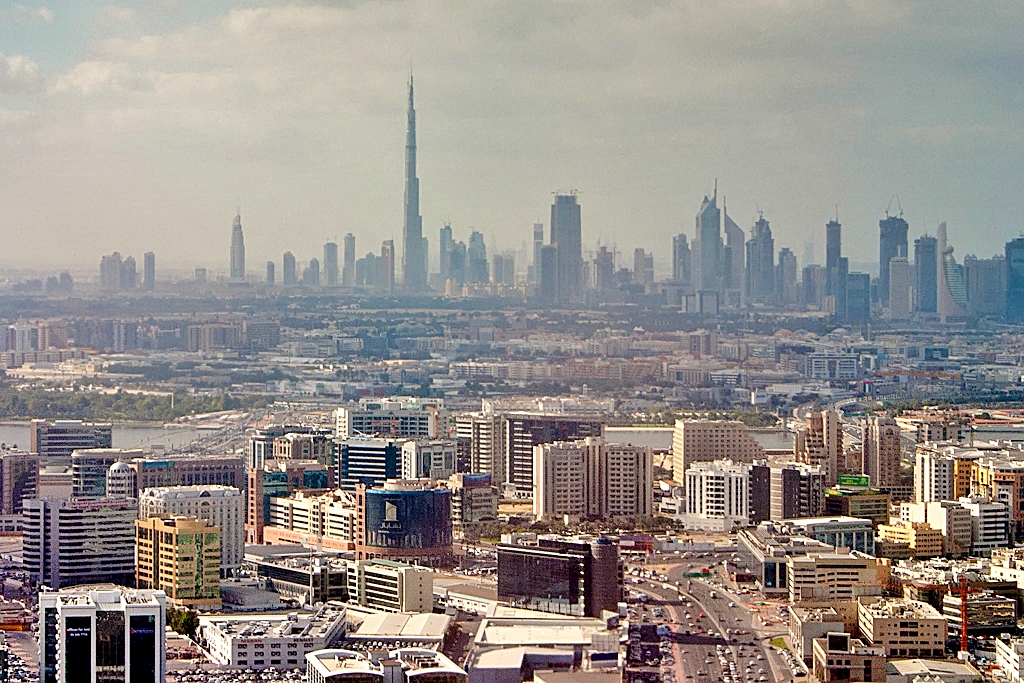
Vue de Dubaï, un symbole d'urbanisation massive contemporain.

Pour les articles homonymes, voir Urbanisation (homonymie).
L'urbanisation est un mouvement historique de transformation des formes de la société que l'on peut définir comme l'augmentation du nombre d'habitants en ville par rapport à l'ensemble de la population. C'est donc un processus de développement des villes et de concentration des populations dans celles-ci. Le processus spatio-temporel de l'urbanisation se fait différemment selon les pays et les villes.
L'urbanisation peut se faire autour de villes déjà existantes, généralement dans des territoires jugés attrayants ou pour des raisons culturelles et historiques (capitales) ou religieuses (ex. : La Mecque, Lourdes), ou sur des zones commercialement, industriellement ou militairement stratégiques (ex. : bases militaires). Certaines villes champignons sont nées autour de ports et d'industries positionnés autour de ressources minérales, énergétiques ou humaines (main-d'œuvre bien formée ou bon marché).
L'urbanisation présente un caractère exponentiel (nettement avéré depuis les années 1800) qui semble être vécu comme une fatalité par la plupart des gouvernements et aménageurs. En 2007, le taux d'urbanisation mondial dépasse les 50 %.

## Histoire

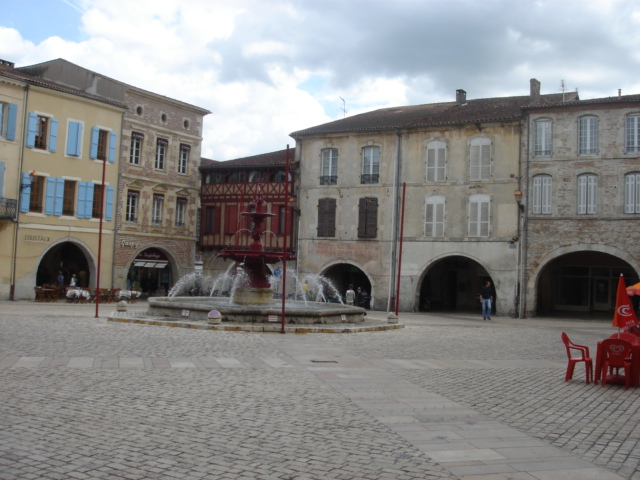
L'urbanisation au Moyen Âge : alignement des maisons sur arcades avec boutiques pour former la place publique de la bastide de Villeneuve-sur-Lot.

L'apparition des premières villes est l'objet de nombreux débats.
Les premières villes importantes connues seraient apparues à la fin du Néolithique, avec, entre autres, la culture de Cucuteni-Trypillia, à partir de la fin du Ve millénaire avant notre ère, située dans les actuelles Ukraine, Roumanie et Moldavie. Ces villes pouvaient regrouper plus de 15 000 habitants et s'étendre sur plusieurs kilomètres carrés, elles étaient très planifiées et organisées en plan elliptique concentriques.
Ensuite de plus grandes villes apparaissent durant l'Antiquité ancienne en Mésopotamie, dans la région dite du Croissant fertile. Ont été explorées par des archéologues des sites comme Uruk ou Jéricho. Ces villes prennent la forme politique de cité-État, forme qui se propage ensuite dans la vallée du Jourdain, la vallée de l'Indus, la vallée du Nil et du Yangzi Jiang. Autour de 1000 av. J.-C., les premières villes apparaissent en Amérique centrale. Plus tardivement, le modèle de la ville fait son apparition dans le sud de l'Europe continentale. La Grèce antique obéit au schéma de la cité-État, tandis que l'Égypte antique met en place un centralisme urbain variant suivant les changements de régimes politiques. Avec la République romaine, puis l'Empire, la Rome antique devient peu à peu un centre urbain de plus d'un million d'habitants au Ier siècle.
Un mouvement croissant d'urbanisation a lieu en Europe au Moyen Âge, à partir du Xe siècle : de nombreuses villes sont alors refondées à partir des anciennes urbae romaines : la City de Londres, l'île de la Cité de l'ancienne Lutèce, etc. Elles sont protégées par des murs, des fortifications. On voit par ailleurs dans le développement des bastides en France, un premier mouvement de regroupement vers les villes. La bourgeoisie (au sens d'habitants d'un bourg) apparaît. Dans les villes se concentrent la construction des grandes cathédrales gothiques et la fondation des premières universités (comme la Sorbonne à Paris, fondée en 1253). Une très grande partie de la population au Moyen Âge reste toutefois rurale.
La nette augmentation des populations urbaines après 1800, du fait de l'industrialisation et l'exode rural, permet au terme d'« urbanisation » de devenir un terme générique[C'est-à-dire ?].
À titre de comparaison, pourcentage de la population mondiale habitant en ville[Où ?] :
- 1800, 3,4 %
- 1900, 15 %
- 1950, 30 %
- 2007, 50 %
- 2018, 55 %.

En 2007, le taux d'urbanisation atteint le seuil historique de 50 %, la population urbaine dépasse la population rurale,.
Au rythme actuel et d'après les projections de l'ONU, 65 % de la population sera urbaine en 2025, et plus de 80 % dans de nombreux pays. Il y a déjà en 2000, 213 villes de plus d'un million d'habitants, et 23 métropoles de plus de 10 millions d'habitants. À titre de comparaison, en 2017, plus de 600 villes ont plus d'un million d'habitants et 46 villes plus de 10 millions d'habitants. Selon l’ONU (FNUAP), la population urbaine pourrait encore doubler d'ici 100 ans. Entre 1900 et 2000, la population urbaine a été multipliée par 20 alors que la population mondiale se contentait de quadrupler.
Dans les années 1960-1970, les taux de croissance de nombreuses agglomérations atteignaient les 7 à 8 % annuellement, ce qui donne un doublement de la population en 10 ans. Aujourd'hui, les mêmes agglomérations ne s'accroissent plus que de 1 à 3 % par an. Les chiffres de population les plus récents montrent en effet, tous sans exception, une baisse très importante de la croissance démographique urbaine. Pour autant, l'augmentation de la population dans les villes n'est pas terminée, celle-ci reste largement positive et les taux s'appliquent à des effectifs énormes : 2 % supplémentaires par an représentent tout de même 30 000 habitants pour une agglomération de 1,5 million d'habitants.
En 2025 on estime que 80 % de la population dans certains pays sera de la population urbaine. De plus, on estime que d'ici 2050 plus de 68 % de la population mondiale vivra dans les villes et que d'ici 2030 le monde comptera 43 villes avec plus de 10 millions d'habitants chacune, on appelle ces villes des villes géantes.

## Raisons de l'urbanisation

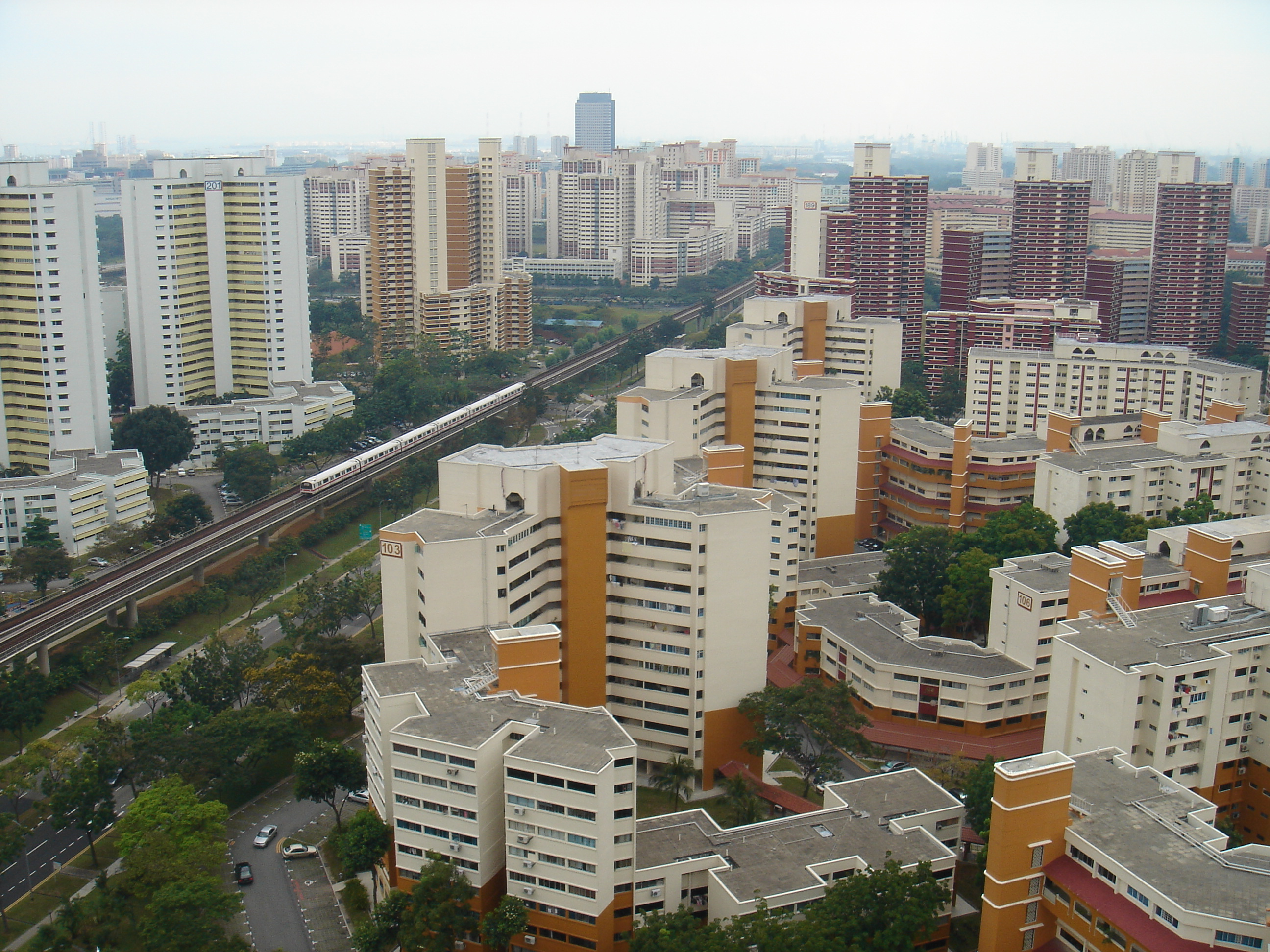
Exemple d’urbanisation planifiée : ville nouvelle du Housing Development Board de Singapour.

De nombreux facteurs historiques, politiques et socioculturels peuvent expliquer l'urbanisation croissante :
L'exode rural et le développement d'une société tournée vers l'industrie et les services ont fait des centres urbains la source principale d'emploi salarié. L'attrait culturel et politique des villes, en particulier des capitales, encourage l'arrivée de nouveaux habitants, malgré des hausses chroniques de loyers et de prix du foncier. Ce prix encourage une densification des constructions et l'exploitation du sous-sol (stationnements, garages et commerces parfois).
Les décisions politiques relatives à l'aménagement du territoire encadrent le développement des villes existantes ou créent ex nihilo des villes nouvelles. Le plan d'occupation des sols (POS) ou plus récemment, le plan local d'urbanisme (ou PLU) assorti du Projet d’Aménagement et de Développement Durable (PADD), sont en France les principaux outils permettant aux collectivités d'appliquer ces politiques. Les techniques d'urbanisme orientent durablement l'occupation de l'espace dans les villes, les élus et techniciens étant par ailleurs confrontés à de nombreuses pressions contradictoires des habitants, commerçants, industriels, aménageurs, etc.
L'attrait touristique de certaines régions très ensoleillées (héliotropisme), enneigées en hiver ou proches de la mer a conduit au développement d'un habitat dense. On parle de mitage ou d'étalement urbain, voire de bétonnage du littoral pour décrire une occupation progressive et inéluctable de certaines vallées et littoraux. Le terme de baléarisation désigne par exemple la construction d'immeubles fonctionnels sur l'intégralité du front de mer pour accueillir de façon massive les touristes. L'urbanisation détruit alors le paysage même qui l'a fait naître. La Côte d'Azur, par exemple, présente une ligne de côte très urbanisée. Le littoral y est urbanisé à près de 95 %. On établit depuis quelques années des liens entre des risques naturels et sanitaires (inondations, incendies, pollution de l'air…) et le fort taux d'urbanisation qui affecte les espaces naturels et la biodiversité.

## Modes d'urbanisation

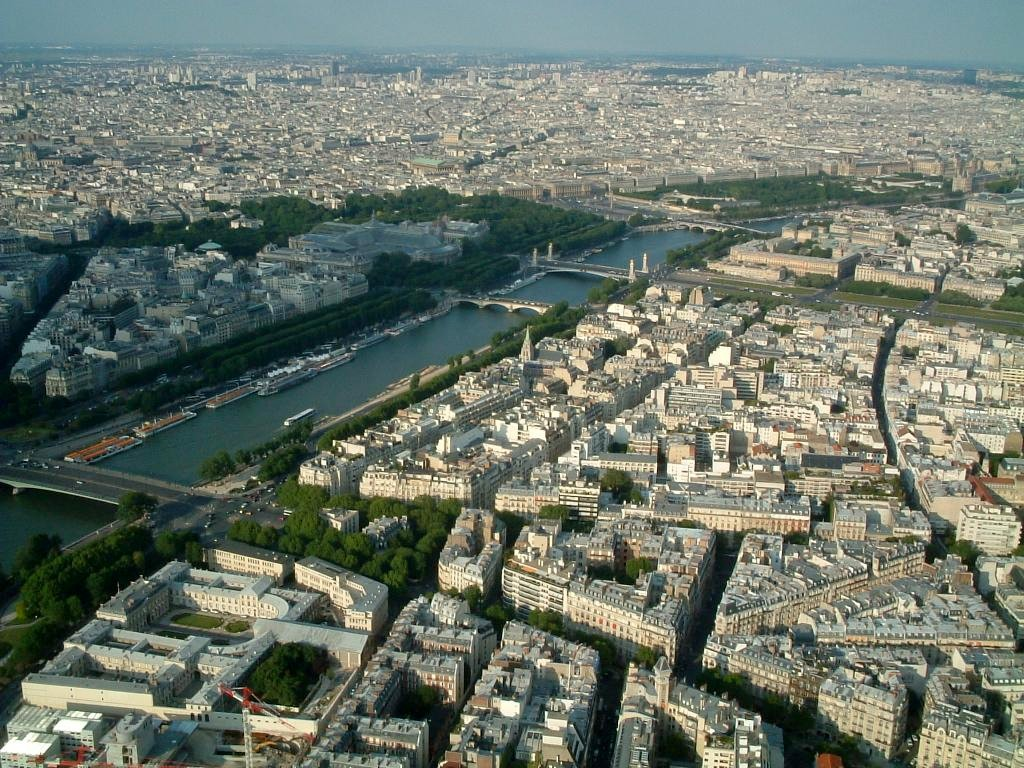
Urbanisme dense de type européen ; Paris vu de la tour Eiffel.

La morphologie urbaine permet d'étudier les différentes formes d'urbanisation. Les villes peuvent se développer grâce à l'ERP de façon verticale ou horizontale, voire les deux à la fois. Le développement horizontal est tantôt concentrique, dendritique, ou linéaire (fréquent dans les vallées ou le long d'axes importants), en fonction du contexte biogéographique, politique ou historique (notamment de l'évolution des conditions historiques de propriété). L'urbanisation peut être concentrée ou diffuse L'urbanisme s'appuie généralement sur l'existant, sur le réseau de transport et sur un ou plusieurs centres ou pôles (développement multipolaire). De nombreuses villes nouvelles ont été créées dans les années 1960 en France à la suite de la politique des villes nouvelles (comme Lille-Est, Évry ou Cergy-Pontoise).
Hormis dans le cas de villes champignons liées à la découverte de filons d'or, de ressources rapidement épuisées, ou dans le cas de cités touchées par les retombées de Tchernobyl, depuis les années 1700, il est rare que les villes se stabilisent, disparaissent ou décroissent. Même Hiroshima et Nagasaki, ou les villes rasées durant la Première Guerre mondiale ou durant la Seconde Guerre mondiale, ou lors d'autres conflits ont rapidement été reconstruites et se sont développées. Ce n'est pourtant que dans les années 1970 avec les villes nouvelles, et dans les années 1990 que les urbanistes ont commencé à réfléchir aux conditions de soutenabilité du développement urbain. Et il faut attendre les années 2000 pour voir apparaître les premiers quartiers HQE (Bedzed par exemple à Londres) et 2006 pour le premier projet de ville HQE (en Chine).

## Impacts socio-économiques, culturels, environnementaux et politiques
L’urbanisation est un phénomène actuel important puisqu’il concerne plus de la moitié de la population mondiale depuis 2008 et concernera d’ici 2050 près de 70 % de cette dernière. Cela en fait un sujet de plus en plus difficilement détachable du développement des différentes sociétés mais aussi de l’environnement. L’urbanisation entraîne, en effet, de nombreuses conséquences tant positives que négatives dans ces domaines. Il est de ce fait apparu que l’augmentation du nombre d’urbains pouvait être intimement liée au développement d’industries, de services à la population, de moyens de transport, mais risquait également d’entraîner une homogénéisation des modes de vie, une augmentation du CO2 produit, une dégradation des sols et des conditions de vie, etc.,. Il apparaît donc pertinent d’étudier l’urbanisation, la manière dont elle est gérée par les autorités publiques et les conséquences qui en découlent. Si celle-ci est aujourd’hui mondiale, son intensité varie d’une région à l’autre. Cette différence se voit notamment entre les pays développés qui semblent être au terme de ce phénomène d’évolution urbaine et les pays en développement qui se trouvent au cœur de cette évolution. Il est alors légitime de se demander si la différence d’urbanisation entre les pays développés et les pays en voie de développement résulte juste d’un décalage dans le processus d’urbanisation et donc d’un simple retard de la part des pays du sud ou s’il existe une nouveauté radicale des processus urbanisant ces derniers. La première hypothèse semble difficilement tenable. En effet, bien que les continents asiatique et africain aient un niveau d’urbanisation bien inférieur à celui des pays occidentaux, leur taux d’urbanisation est plus de deux fois plus intense que celui enregistré dans les moments forts de la croissance urbaine des pays développés.
Il peut résulter des processus d'urbanisation des conséquences diverses en matière d’organisation sociale, qui reflètent les processus d'organisation de la ville. L'urbanisation peut se dérouler de différentes manières et regrouper spatialement différentes classes de la société (par exemple, l'urbanisation spontanée prend l'apparence d'habitations informelles comme les bidonvilles en Inde). Elle est donc une des causes de la ségrégation urbaine.
Dans les années 1960, Jean Gottmann a observé que l'urbanisation dans le monde contemporain a des conséquences politiques pour les pays en « manque d'urbanisation », réduisant leur poids politique dans les affaires internationales. Dans un cas comme la France, des oppositions entre les régions d'un pays de plus en plus urbanisées (et aussi industrialisées) et les régions qui perdaient en population voir en « urbanisation » se créaient.

### Conséquences environnementales
L'urbanisation a de nombreuses conséquences en matière d'environnement. Dans toutes les agglomérations urbaines on remarque de nombreux impacts sur l'environnement telles que la pollution atmosphérique, la pollution des eaux, etc. En Italie, par exemple, on parle de « consommation des sols » pour désigner l'artificialisation et la forte construction côtière. Une urbanisation excessive engendre des risques (fragilisation des sols, pollutions, pillage des ressources naturelles…). Les autorités peuvent chercher à répondre à ces risques grâce à des Plans de préventions des risques (PPR) ou à l'octroi de permis de construire dans des zones sures.
En France, l'artificialisation des terres agricoles, qui avait ralenti après la crise économique de 2007, est repartie à la hausse avec la reprise de l'urbanisation. Les constructions individuelles sont particulièrement responsables du grignotage des terres agricoles. Les terres soustraites à l'agriculture sont souvent parmi les plus fertiles. Ainsi, on estime que l'équivalent d'un département français est artificialisé tous les 5-6cinq à six ans, de sorte que 8 à 9 % de la surface agricole utile disparaîtra d'ici 2060 et un cinquième du potentiel agricole sera perdu entre 1960 et cette date si rien n'est fait.
L'urbanisation est une des causes majeures de l'érosion de la biodiversité. Elle induit des pertes et fragmentation d'habitats qui contribuent à l'homogénéisation biotique de la biodiversité (processus qui contribue à la disparition d'espèces rares, spécialisées voire endémiques, et à l'introduction d'espèces bien répandues, généralistes et/ou exotiques voire envahissantes),. La fragmentation des habitats due à l'urbanisation laisse ces derniers subsister sous la forme de taches d'habitats qui constituent des « îlots de nature » dont l'isolement, croissant en raison de la bétonisation, induit une diminution de la connectivité et de la dispersion des espèces. Ce phénomène a d'importantes conséquences sur la biodiversité à travers ses effets sur la démographie et la génétique des populations, telles la diminution de la diversité alpha et l'augmentation de l'abondance des espèces synurbiques parmi la flore urbaine, la faune urbaine.

### Quatre pays pour quatre situations
Il existe de grandes différences entre les différents taux d’urbanisation des pays du monde. Il existe également de grandes disparités dans l’évolution de ce taux d’urbanisation. Il est cependant possible de considérer quatre cas généraux qui représentent des types d’urbanisations différentes. Il y a les pays développés comme la Belgique dont l'urbanisation a commencé rapidement dans l’histoire et qui ont eu une évolution plutôt lente. Les pays en développement ou émergeant d’Amérique latine, comme le Brésil, qui ont des taux d’urbanisation très élevés à l’heure actuelle. Les pays en développement ou émergents d’Asie tels que la Chine qui connait une très forte croissance de son urbanisation et qui tend à la contrôler de façon drastique. Et enfin, les pays africains qui développent une très forte croissance urbaine sans la planifier. Chaque type d’urbanisation a ces impacts sociaux-économiques, culturels et environnementaux.

#### Belgique
La Belgique a vu une évolution de son niveau d’urbanisation à la suite d'une forte immigration interne vers les centres urbains due à une série de bouleversements économiques, industriels, technologiques, sociaux et politiques insufflés par la révolution industrielle. Le pays fait sans conteste partie des pays actuellement reconnus comme développés. Son urbanisation est donc relativement caractéristique des processus qui ont poussé à l’urbanisation dans les sociétés développées. Ces processus sont, comparativement avec les pays en développement, lents puisqu’ils s’étalent sur plus de deux siècles. Ces différents processus vont avoir des impacts différents sur les populations et leur façon d’occuper l’espace ainsi que sur l’environnement.
L’urbanisation belge est caractérisée par quatre grands processus : l’urbanisation des centres, la suburbanisation, la périurbanisation, la réurbanisation.
La première phase d’urbanisation est une phase de croissance importante du nombre d’habitants dans les centres urbains. Ce processus prend place dès l’indépendance de la Belgique et opère durant une grande partie du XIXe siècle. Il est en effet possible d’observer des taux de croissance de 2 % dans les centres urbains alors que l’accroissement naturel de la population n’est que de 1 %. La ville est donc le théâtre de migrations importantes. Ces migrations sont le résultat d’un exode rural, lui-même dû à deux facteurs. Il y a d’une part la forte période d’industrialisation que connaît la Belgique à l’époque et d’autre part, un rejet de la campagne à la suite de la crise agricole. La ville représente alors le symbole de l’industrialisation puisqu’elle est un lieu de concentration d’emplois, de moyens de transport, etc. De par l’industrialisation, il va y avoir un déplacement important de la population flamande qui occupait alors une campagne surpeuplée et tournée vers la production de textiles en direction du bassin industriel wallon (bassin Sambre et Meuse) valorisé par ses charbonnages et ses industries sidérurgiques ainsi que vers l’axe Bruxelles-Anvers valorisé par sa zone portuaire. Cette densification de l’habitat urbain sous impulsion de l’industrialisation a des conséquences néfastes sur la qualité de l’environnement et de la santé. La concentration dans des espaces réduits d’une forte pollution en carbone et en métaux lourds dégrade fortement l’environnement et la santé des populations résidents dans les villes.
La deuxième phase d’urbanisation est appelée suburbanisation. En raison d’un surplus démographique dans le centre urbain, il y a débordement des populations en dehors des limites de la ville et développement d’une première couronne d’habitats autour du centre urbain. Durant cette période qui couvre la première moitié du XXe siècle il y a un très fort développement des faubourgs grâce à des travaux d’assainissement et le développement des moyens de transport.
La troisième phase d’urbanisation belge, qui débute dans la deuxième partie du XXe siècle, est appelée la périurbanisation. Elle est le résultat d’une diminution des populations habitant le centre-ville et de la croissance des populations habitant de plus en plus loin de ces centres urbains. Les raisons de cette migration de la population vers l’extérieur sont principalement économiques et culturelles. Dès 1950, la Belgique entre dans la catégorie des pays reconnus pour leurs hauts salaires. Or, l’augmentation du niveau de vie induit de nouveau standard d’habitation. Le modèle culturel et traditionnel de l’habitat familial belge est constitué d’une maison pavillonnaire en milieu rural où il fait bon vivre pour élever ses enfants. Avec l’augmentation du niveau de vie, ce modèle devient accessible à un plus grand nombre. Le développement des infrastructures de transport vers la capitale (autoroutes, etc) va fortement favoriser ce mouvement des populations vers la périphérie. De plus en plus de migrations pendulaires, c’est-à-dire de migrations du lieu de résidence vers le lieu de travail, sont observées. Durant cette période, les maisons prenant de plus en plus de place, il y a une forte augmentation de l’espace consommé par l’habitat. Cet étalement urbain n’est pas sans conséquence d’un point de vue environnemental. L’augmentation du trafic, du réseau de transport et des zones d’habitats a pour conséquence la fragmentation des terres, la perte de la biodiversité, la modification des cycles hydrologiques entraînant des inondations et la perte de caractéristiques paysagères. Nous pouvons également assister à une gentrification de la population. Les populations les plus pauvres socio-économiquement auront une plus grande tendance à habiter les centres-villes, contrairement aux classes moyenne et supérieure qui recherchent l’espace en périphérie.
La quatrième phase qui semble se dérouler actuellement et depuis la fin du XXe siècle est une réurbanisation. Il semblerait que le Belge a de nouveau tendance à chercher à vivre plus près des centres urbains. Plusieurs raisons peuvent être avancées. La crise pétrolière et l’augmentation des frais de transport ainsi que la crise de l’emploi et l’augmentation du prix des loyers incitent sans doute à vivre dans un espace moins grand et plus proche des lieux d’emplois. À cela s’ajoute que la limite entre l’espace urbain et l’espace rural n’est plus évidente à tracer. On remarque en effet que culturellement, le monde rural n’est plus associé à la seule production agricole ou agraire mais à la fonction d’habitat, de loisirs, de vie professionnelle, etc. Le modèle culturel de la ville et la campagne semble donc de moins en moins marqué sur le territoire belge. La fragmentation des écosystèmes devrait entrer dans les politiques d’urbanisation conduites à l’avenir. L’espace de plus en plus urbain et de surcroît de moins en moins rural empêche la dispersion d’un grand nombre d’espèces, donc leur développement et leur survie. Une politique de préservation des espaces ruraux sera donc indispensable au maintien des écosystèmes.

#### Brésil
Le Brésil est un des pays ayant un niveau d’urbanisation le plus fort au monde avec des grandes villes telles que Sao Paulo ou Rio de Janeiro. L’urbanisation du pays a commencé dans les années 1940 et le phénomène n’a pas cessé de s’amplifier jusque dans les années 1980, avant de connaître un léger ralentissement notamment dû à la baisse de la natalité du pays. Les chiffres sont sans appel, si en 1940 seulement 26 % de la population brésilienne vivait en ville, les citadins représentaient plus de 72 % au début des années 1990. Le pays représente donc la classe des pays émergents qui ont connu une urbanisation relativement tôt dans l’histoire et qui en à peine quarante ans ont vu leur taux d’urbanisation exploser. Cependant, ce processus particulier et rapide d’urbanisation n’a pas été sans conséquence sur le pays. Ses impacts sont en effet visibles sous plusieurs aspects dont font partie l’environnement, l’économie, la culture et la politique.
Au niveau environnemental, l’urbanisation du Brésil ne s’est pas faite en une fois et le paysage urbain du pays a beaucoup évolué. En effet, au début du processus, il s’agissait surtout d’une urbanisation littorale qui s’est ensuite mutée en une urbanisation intérieure et généralisée, devenant alors plus concentrée. Un élément est plutôt étonnant au niveau environnemental : malgré le fait que l’urbanisation brésilienne soit une des plus impressionnantes, le pays arrive à avoir un impact sur l’environnement moindre que d’autres grands pays. En effet, les problèmes récurrents engendrés par l’urbanisation sont en général des problèmes de pollution tant au niveau de l’air que de l’eau ou encore une déforestation importante. Or, au Brésil, ce n’est qu’une minorité de la population qui est face à ce genre de difficultés. Cela ne veut pas pour autant dire que l’urbanisation brésilienne n’a aucun impact environnemental. La forêt amazonienne se voit partiellement sacrifiée au profit du développement des villes et une expansion agricole peut être observée au niveau de la savane. Les conséquences environnementales, si elles sont moindres aujourd’hui, sont plus à craindre pour les prochaines années à cause notamment du développement de l’industrie et surtout de l’industrie automobile. Cela risque d’entraîner une pollution des villes beaucoup plus importante et par conséquent, une dégradation de l’environnement et une aggravation du phénomène de réchauffement climatique. Les problèmes de pollution proviendront notamment du fait que l’urbanisation du Brésil a été dans un premier temps très dense. Cela implique la nécessité de plus longs trajets et donc une augmentation de la quantité de gaz échappée dans l’environnement.
Au niveau socio-économique, un des gros problèmes auquel doit faire face le pays est la montée des inégalités entre les riches et les pauvres. En effet, l’urbanisation ne profite pas de la même manière à tout le monde et le fossé se creuse de plus en plus entre les régions. Le Sud-Est est la partie la plus urbanisée avec un taux de près de 83 % dans les années 1990 alors que le taux d’urbanisation du Nord Est, région la moins urbaine, n’atteignait à peine que les 50 %. Pour avoir un ordre d’idée, le taux moyen d’urbanisation du pays à l’époque était de 65 %. C’est surtout à partir des années 1960 que des différences significatives se sont fait ressentir entre les différentes régions. Un lien a alors pu être observé avec le niveau de modernisation. En effet, si le Sud Est était déjà à l’époque la partie du pays la plus urbanisée, c’était aussi la partie la plus moderne. Cette supériorité de la zone dans les deux domaines peut être expliquée par le fait que la région est le cœur industriel du pays comprenant les 3 grandes villes : Sao Paulo, Rio de Janeiro et Belo Horizonte. Les inégalités se voient tant au niveau du développement qu’au niveau des richesses et marquent des différences également au niveau des classes sociales. Tout cela crée une aggravation de la paupérisation, une augmentation du nombre de bidonvilles et de favélas, un sentiment d’insécurité accru et une diminution de la taille de la famille. L’urbanisation poursuit cette inégalité de développement entre les régions en créant deux environnements bien différents. Pour les plus chanceux, ils bénéficient de l’urbanisation en pouvant vivre dans des quartiers urbains modernes mais pour les plus défavorisés, l’urbanisation les pousse dans des favelas. Ces quartiers urbains pauvres rencontrent de vraies difficultés avec notamment un accès à l’eau potable difficile, un manque de soins de santé ou encore le retour d’anciennes maladies. Finalement, le nombre de bidonvilles est plus important que le taux d’urbanisation lui-même. Par exemple à Sao Paulo, entre 1970 et 1980, la population vivant dans des bidonvilles a été multipliée par 10. À Rio, en 1950, il y avait 7 % de la population qui vivait dans des bidonvilles. En 1980, ils étaient plus de 30 %. Tous ces problèmes de pauvreté et d’abris précaires proviennent notamment du phénomène de bas salaires, du manque de politiques efficaces en matière de pauvreté et de logement.
En bref, si l’urbanisation brésilienne a été remarquable tant par sa vitesse que par son importance, le bénéfice que cela apporte au pays doit donc tout de même être relativisé. Ce phénomène aurait pu être beaucoup plus bénéfique si le pays avait réussi à mettre en place parallèlement des politiques efficaces. Cela a cependant permis au Brésil de se placer sur la scène internationale notamment au niveau du commerce et devenir un des pays incontournables en la matière grâce entre autres au fait que l’urbanisation aura permis au pays de posséder le parc industriel le plus grand d’Amérique latine.

#### Chine
La Chine semble être un bon exemple de l’urbanisation asiatique. L'accroissement de sa population urbaine se caractérise par un accroissement naturel de la population ainsi que par un exode rural assez important. De plus, de nombreuses zones rurales (les bourgs) deviennent urbaines à la suite d'un développement important d’infrastructures urbanisantes. L'urbanisation de la Chine est donc relativement rapide et plus qu'ailleurs, planifiée. En effet, c’est à la fin des années 1970 que le gouvernement chinois engage les réformes nécessaires au passage d’une économie planifiée à une économie de marché. Ceci entraîne une croissance économique importante mais celle-ci n’est pas uniforme : elle se concentre essentiellement sur les villes de l’Est. Les villes chinoises se sont, du coup, occidentalisées tant dans leur aspect économique que social. Cette croissance industrielle, principalement observée dans les villes, a permis à la Chine de se hisser jusqu’au statut d’atelier du monde. Malgré le fait que tous ces changements aient été bénéfiques pour l’économie chinoise, ceux-ci sont tout de même porteurs d’effets pervers et de conséquences non négligeables.
La première conséquence de cette urbanisation est de l’ordre du socio-économique. Le développement accéléré et inégal des villes chinoises a entraîné de nombreuses disparités. En effet, les villes de l’Est étant devenues très attractives, même pour les populations rurales et pauvres de l’Ouest, un exode rural s’est engagé. Les populations pauvres issues de ces migrations ont alors trouvé du travail, principalement dans les usines et dans le secteur de la construction mais malgré cette participation active au marché du travail, elles ne sont pas considérées comme citoyennes à part entière. Bien que leur installation en ville soit souhaitée (le développement de l’industrie chinoise nécessite une main d’œuvre importante), elles n’ont donc pas accès aux services sociaux, sanitaires et publics (de transports et autres). Elles ont donc été victimes d’une forme de ségrégation. Une partie de cette population, animée par un sentiment de rejet, a basculé dans la délinquance urbaine. Pendant ce temps, le reste de la population migrante, pour surmonter cette exclusion et éviter de tomber dans la criminalité, a dû mettre en place divers services utiles à la communauté (des petits commerces familiaux, des hôpitaux, des écoles, des crèches…) parallèlement aux services officiels auxquels elle n’a pas accès. Une sorte d’économie informelle s’est donc progressivement mise en place. Les populations migrantes sont donc « décalées de la ligne étatique », ce qui crée une sorte d’urbanisation à deux vitesses. Cependant, leur taux de chômage est faible voire nul et la croissance de leurs « villages » est élevée.
Mais outre ces problèmes d’exclusions, l’urbanisation chinoise entraîne aussi des problèmes environnementaux très importants. L’ampleur des problèmes liés à cette à la croissance économique et à la détérioration de l’environnement s’est accentuée avec la réforme économique de 1978, même si ceux-ci existaient déjà auparavant. La Chine est aujourd’hui, et ce depuis 2006, le premier émetteur de gaz à effet de serre (près de 22 % du total mondial des émissions). En 2025, elle sera responsable d’un quart des émissions de CO2. « Tous les indicateurs permettant d’évaluer la gravité des problèmes environnementaux en Chine présentent des valeurs inquiétantes ». Mais les Chinois n’ont pas tous le même niveau de responsabilité dans cette crise environnementale. La population urbaine a crû encore plus que la population chinoise totale : entre 1960 et 2020, la population chinoise totale a été multipliée par 2,17 ; dans le même temps, la population urbaine a été multipliée par 8,21. Cette population pollue bien plus que ses voisins ruraux. Les villes sont donc, bien plus que les campagnes, au centre des préoccupations en matière de développement durable. Depuis la réforme, le secteur de la construction s’est énormément développé (« celui-ci représente près de 9 % du PIB chinois »). Chaque année depuis 2000, près d’un milliard de mètres carrés sont construits, pour la grande majorité en zone urbaine. La demande en matière d’énergie du secteur résidentiel ne fait qu’augmenter « et devrait tripler, voire quadrupler, d’ici 2030, entraînant une hausse proportionnelle des émissions de CO2 ». Le gouvernement chinois, plus que jamais conscient de ce problème, « a promulgué des normes en faveur de l’efficacité énergétique dans ce secteur résidentiel ». Il faudra, par exemple, améliorer l’efficacité thermique des nouveaux logements… Le gouvernement chinois, auparavant inactif face à cette crise environnementale, a maintenant mis en place un appareil de protection. Celui-ci se fonde sur la mise en place d’une conscience collective, d’un système éducatif et de techniques moins polluantes, le but étant d’atténuer, progressivement, les conséquences de cette surexploitation et de ces émissions excessives. C’est aux autorités provinciales de déterminer les moyens pour atteindre ces objectifs. Le respect des nouvelles normes va donc d’abord dépendre de la compréhension des enjeux par les fonctionnaires provinciaux. Cependant, malgré cette volonté de résorber cette « crise environnementale », la croissance économique est et restera le premier objectif des autorités, les normes en matière d’environnement sont donc reléguées au second plan.

#### Rwanda
Sur le plan démographique, aucun autre continent n'évolue plus vite que l'Afrique. Sa population totale a été multipliée par quatre en 50 ans ; la population urbaine en 1970 s'élevait à 22,7 % et en 2020 à 43,8 % de la population totale (587 737 793 personnes). Ce taux a donc à peine doublé en 50 ans : de 18,7 % en 1960, il est passé à 24,9 % en 1975, 39,3 % en 2010 et est projeté à 46,3 % et 59,8 % respectivement en 2025 et 2050.
Le Rwanda, n'échappe pas à cette règle. Ce pays peut donc servir à comprendre l’impact de l’urbanisation sur les pays en voie de développement africains. L'urbanisation du Rwanda avant son indépendance, c'est-à-dire en 1962, était lente car la priorité était donnée au développement des campagnes. Son taux d'urbanisation n'était que de 2,4 %, à la veille de son indépendance. À partir de cette date, le pays va connaître un exode rural en particulier vers la ville de Kigali. Alors qu'en 1970, la population urbaine du Rwanda était estimée à 125 460 habitants, force est de constater que 45 % de ceux-ci étaient dans la ville de Kigali. Dès lors, le taux d'urbanisation s'est accéléré passant de 3 % en 1970 à 4,5 % en 1978, 5,6 % en 1991 et 16,9 % en 2002. Les raisons de cette croissance de l’urbanisation sont multiples. D'une part, comme dans toutes les villes africaines, il faut mentionner l'exode rural datant de la période d'indépendance et s'intensifiant actuellement pour des raisons principalement socio-économiques, comme la recherche d’emploi par les jeunes fuyant leur campagne pour s’installer en ville où ils trouvent beaucoup de services et d’industries. D'autre part, l'instabilité politique et les guerres très fréquentes sur le continent africain accroissent également la concentration de la population dans les villes considérées comme des lieux refuge. En guise d'exemple, au Rwanda, la guerre de 1990 et le génocide de 1994 ont causé une perte en vies humaines importante ainsi que l'exil massif vers les pays frontaliers de sorte qu'en 1994, la population de Kigali était estimée à 50 000 habitants. Moins de 20 ans plus tard, cette population est estimée à plus d'un million, c'est-à-dire une augmentation de plus de 20 % par an. S’ajoute également le retour massif des réfugiés en 1994 et 1996, qui se sont directement installés en ville au lieu de rejoindre leurs villes natales et qui ont accru le nombre d’habitants de Kigali. D'autre part, il y a également le fait de l’alimentation de la ville de Kigali par les migrants à la suite du règlement de comptes de la période post génocide ainsi que la guerre des infiltrés au nord du pays de 1997 à 2007.
Comme pour les autres pays, cette urbanisation n'est pas sans conséquences au niveau environnemental. Tout d’abord, une pollution de l’environnement causée entre autres par les déchets peut être remarquée. En effet, la ville de Kigali produit environ 450 tonnes de déchets par jour mais seuls 50 % sont ramassés. En plus de cela, il faut ajouter le problème de non-séparation entre les déchets potentiellement dangereux des industries et des hôpitaux. Ensuite, il apparaît que le sous-dimensionnement des installations des évacuations des eaux est source fréquente d’inondations dans la ville. Ces dernières sont causées par l’entassement des ordures dans les lits de rivières empêchant l’écoulement normal des eaux. Enfin, il y a les nombreux quartiers précaires dus à la mauvaise qualité des constructions compte tenu de l’explosion démographique que connaît la ville de Kigali.
Au niveau socio-économique, l’urbanisation au Rwanda cause beaucoup d’inégalités au niveau de la population surtout dans la ville de Kigali. Ces inégalités sont remarquées entre les quartiers occupés par les riches et l’ensemble des personnes issues de la diaspora. Il faut citer entre autres, les quartiers comme Nyarutarama et Gacuriro pour les riches d’un côté et de l’autre côté ceux occupés par les pauvres pour la majorité des natifs de la ville de Kigali. Il y a également les quartiers comme Kimicanga et Kimisagara. D’autres exemples existent. Dans les années 1983, le service de l’urbanisme avait imposé la construction des maisons de haut ou moyen standing dans les parcelles loties. Pour cela, la population pauvre se concentra massivement dans les zones périphériques de Gikondo, Kanombe, Kimisange. À cela s’ajoute le problème de la spéculation foncière. Du point de vue culturel, en plus de la carence et des logements qui coûtent cher en ville, le Rwandais n’a pas pour habitude de louer son logement pour longtemps, il a plutôt tendance à construire sa propre maison et à choisir son voisin et non à vivre dans les buildings. Cela n’est pas facile pour le gouvernement qui doit lutter contre les résistants à cette politique que beaucoup qualifient de copie à l’Europe. À ce problème de trouver un logement privatif pour tous s’ajoute la croissance démographique. Le Rwanda est caractérisé par une population jeune étant donné que seulement 2,4 % ont plus de 64 ans, 54,7 % ont entre 15 et 65 ans, tandis que 42,9 % ont moins de 15 ans. Cette grande proportion de la population jeune rwandaise, constitue une source dynamique de la démographie à cause de son potentiel de reproduction et ce dernier est un des facteurs important de l’urbanisation dans les pays africains.

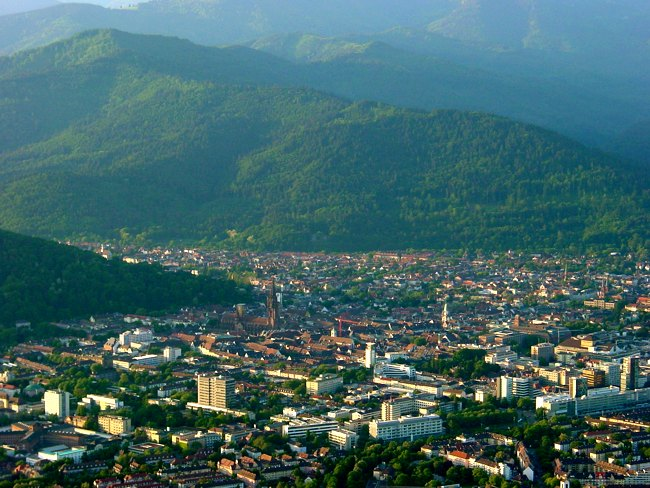
La ville verte de Fribourg.

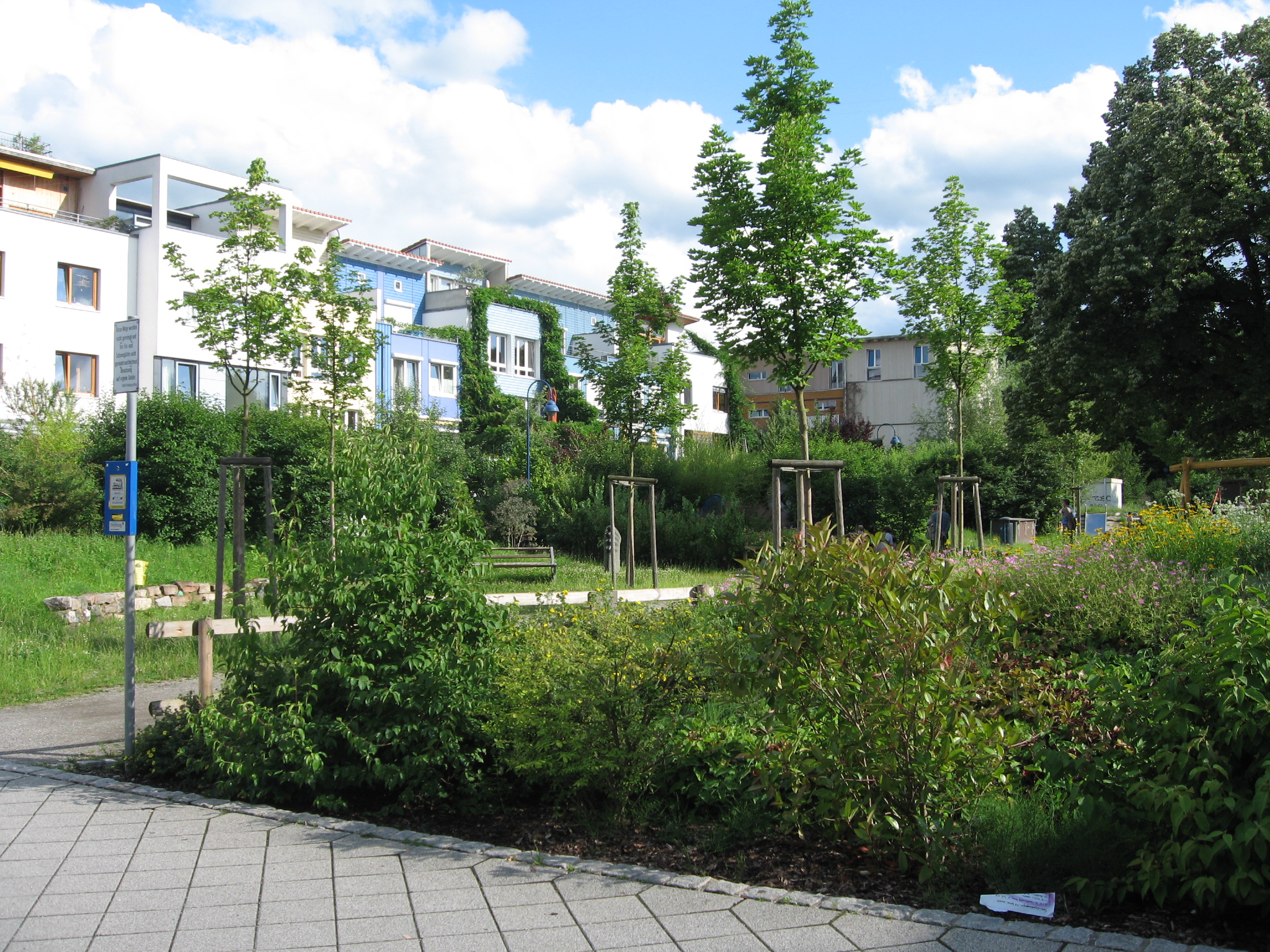
Écoquartier Vauban dans la ville verte de Fribourg.

### Des solutions possibles: la «ville verte» de Fribourg (Allemagne)
Afin de profiter des avantages offerts par l’urbanisation tout en limitant, voire en évitant, tout désagrément, les autorités de la ville de Fribourg ont décidé d’en faire une « ville verte ». En plus de profiter écologiquement à la planète, la ville, pionnière en la matière, a également vu son économie s’améliorer avec une croissance soutenue et un taux d’emploi plus que satisfaisant.

#### Élément déclencheur
En 1986, à la suite de la catastrophe de Tchernobyl, les autorités de la ville ont opté pour une dénucléarisation et une focalisation sur le soleil en tant qu’énergie principale. Durant la même année, Fribourg sera la première ville allemande à mettre sur pied un Bureau de Protection de l’Environnement.

#### Moyens de transport
Entre 1982 et 1999, la fréquentation des transports publics a connu une augmentation de 7 % passant ainsi de 11 à 18 %. Au total, c’est environ 70 % des déplacements qui se font avec un autre moyen de transport que la voiture. Pour y arriver, des efforts ont tout d’abord été faits en matière de transports urbains. Dans ce domaine, la ville voulait réduire la circulation des voitures au profit de l’utilisation du vélo et même des voies piétonnes, en vue de diminuer l’émission de gaz d’échappement mais également la pollution sonore. La ville a également développé un important réseau de transports publics, aménagé des places de parking au bord des zones piétonnes et canalisé le trafic automobile. Tout est fait pour que les citoyens laissent leur voiture au profit de moyens de transport moins néfastes pour l’environnement. Un des objectifs de la ville à long terme est de réduire de 40 % les émissions de CO2 d’ici 2030. Il apparaît toutefois que cet objectif soit quelque peu difficile à atteindre.

#### Énergie
Les autorités communales, dès 1986, ont visé dans un premier temps la maîtrise de l’énergie, c’est-à-dire une économie maximale de cette dernière via l’isolation des bâtiments, l’utilisation d’appareils ménagers plus économes. Dans un deuxième temps, la ville s’est penchée sur le développement des énergies renouvelables avec notamment des installations de panneaux photovoltaïques sur les bâtiments publics et privés mais aussi le développement de parcs éoliens. Finalement, la ville a adopté des technologies énergétiques efficaces. Un des objectifs de la ville pour 2010 était de produire 10 % de son électricité à partir des énergies renouvelables. Cet objectif n’a pas été atteint.[Quand ?]

#### Éducation
La ville veut sensibiliser les habitants aux problèmes environnementaux dès le plus jeune âge. Aujourd’hui, la plupart des citoyens sont engagés plus ou moins directement dans le projet de « ville verte », une grande partie d’entre eux occupant notamment des emplois liés à l’énergie verte.

#### Déchet
En ce qui concerne les déchets, la ville veut rester la plus propre possible en évitant tout déchet inutile. Le tri sélectif est donc d’application pour tous les citoyens de la ville. Cela en fait la ville la moins productrice de déchets de toute l’Allemagne. Fribourg mise également beaucoup sur la réutilisation et la récupération maximale de chaque produit et favorise donc, naturellement, le papier recyclé mais aussi les couches pour bébés lavables et non plus jetables. Les citoyens privilégiant le recyclage se voient également octroyer des primes, ce qui les encourage vivement.

#### Bilan
Malgré tous les efforts mis en place, il apparaît que l’expérience présente quelques limites. En effet, si la pollution a quelque peu pu être réduite grâce à la limitation de la circulation, la pollution atmosphérique est encore un problème bien présent et la dégradation des forêts se poursuit. Cela est notamment dû au fait que le trafic routier augmente (en grande partie à cause du tourisme et du fait que de plus en plus de gens soient attirés par le concept de « ville verte ») et qu’aucune politique locale ou même européenne n’a été mise en place pour endiguer ce problème. De plus, les moyens dont dispose la ville pour développer les projets écologiques restent limités. Fribourg envisage alors de confier certains projets à des organismes privés. Une autre limite est que si les citoyens sont invités à s’investir personnellement dans le projet, finalement, les autorités politiques ne sont pas tout à fait disposées à les faire complètement participer à l’idée. Enfin, le projet, outre les limites exposées ci-dessus, doit également faire face à certains obstacles. En effet, alors que la ville pourrait être un modèle pour l’Allemagne entière et même l’Europe, les politiques locales, notamment en matière de déchet, n’arrivent pas au niveau national. De plus, les politiques européennes en matière d’agriculture ou d’énergie peuvent venir réduire les efforts fournis par Fribourg, leur valeur juridique étant supérieure à celle des décisions locales.